# Чон Хє Бін
Чон Хє Бін (кор. 전혜빈) — південнокорейська акторка.

## Біографія
Чон Хє Бін народилася 27 вересня 1983 року в місті Нам'янджу, що розташоване на схід від Сеула. У 2002 році вона дебютувала як співачка в складі дівочого гурту Luv. Але гурт проіснував недовго, через декілька місяців після випуску дебютного альбому він був розформований. Після розпуску гурту Хє Бін розпочала сольну кар'єру в якості співачки та акторки, у 2003 році вона дебютувала на телебаченні зігравши декілька другорядних ролей в телесеріалах, у тому ж році вийшов її дебютний міні-альбом. У 2004 році вона зіграла свою першу роль в кіно в фільмі жахів «Мертвий друг». У наступному році вийшов її другий студійний альбом, але він не став успішним і Хє Бін вирішила зосередитися на акторській кар'єрі. У наступні декілька років вона зіграла численні ролі в телесеріалах.
У 2011 році Хє Бін написала книгу Heaven's Stylish Body, в якій давала свої поради по фітнесу та моді. У 2013 році вона зіграла одну з головних ролей в романтично-комедійному серіалі «Королева офісу». Влітку наступного року Чон знімалася в історичній драмі «Чосонський стрілець». Підвищенню популярності акторки сприяла одна з головних ролей в романтично-комедійному серіалі «Інша міс О», рейтинг серіалу в національному ефірі досягав 10 % що є рекордним показником для кабельного телебачення Кореї.
На початку січня 2019 року відбулася прем'єра драматичного серіалу «Печінка або смерть», одну з головних ролей в якому виконує Хє Бін.

## Фільмографія

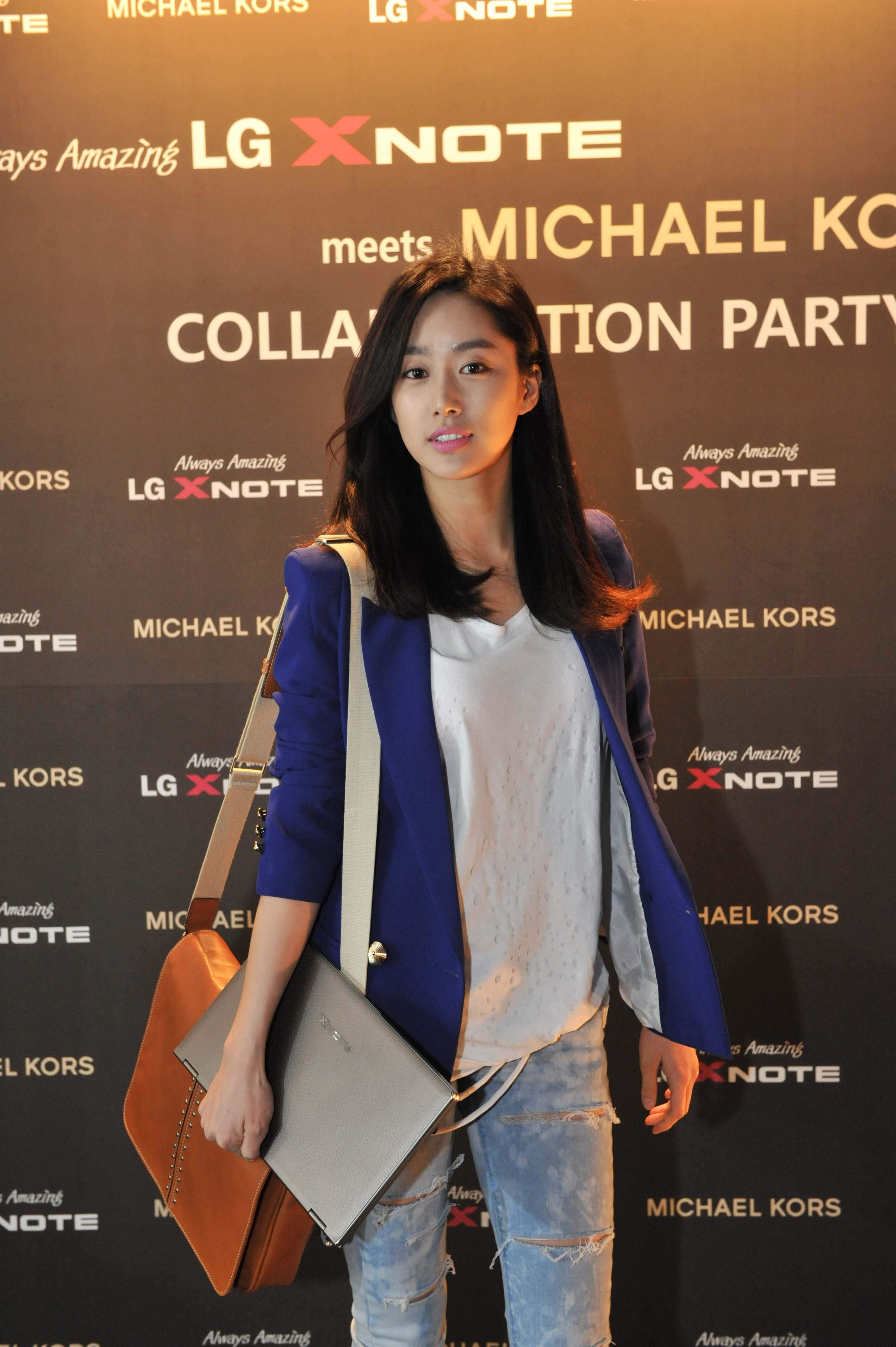
Чон Хє Бін у 2011 році

### Телевізійні серіали
| Рік  | Назва                                                                      | Роль                                  | Мережа    |
| ---- | -------------------------------------------------------------------------- | ------------------------------------- | --------- |
| 2003 | «Нонстоп 3»                                                                | камео                                 | MBC       |
| 2003 | «Сон Ду! Ходімо до школи»                                                  | Юн Хї Со                              | KBS2      |
| 2003 | «Квасоля з мого життя» (спеціальна драма)                                  | Ха На                                 | MBC       |
| 2004 | «Диво»                                                                     | Се Ра                                 | MBC       |
| 2004 | «П'ять зірок» (веб серіал)                                                 | Сін Йон                               |           |
| 2004 | «Я кохаю тебе Су Хє Рі» (спеціальна драма)                                 | Мун Йон                               | KBS       |
| 2005 | «Драма Банджун»                                                            | різні ролі (серіїя 41, 54, 57, 59—68) | SBS       |
| 2005 | «Тільки ти»                                                                | Ча Су Дже                             | SBS       |
| 2006 | «Легенда трьох» (спеціальна драма)                                         | О Чьон Джа                            | KBS       |
| 2007 | «Відьма Ю Хї»                                                              | Нам Син Мі                            | SBS       |
| 2007 | «Король і Я»                                                               | Соль Йон                              | SBS       |
| 2008 | «Шкала провидіння»                                                         | Но Се Ра                              | SBS       |
| 2008 | «В ефірі»                                                                  | камео (3 серія)                       | SBS       |
| 2009 | «Той, хто не може одружитися»                                              | Лі Хва Ран (камео, серії 3 та 6—8)    | KBS2      |
| 2010 | «Янгол смерті з'явиться на фіолетових високих підборах» (спеціальна драма) | Лі Чі Йон                             | KBS2      |
| 2010 | «Якша»                                                                     | Чон Йон                               | OCN       |
| 2011 | «Мій коханий на моєму боці»                                                | Чо Юн Чон                             | SBS       |
| 2011 | «Інсу: Королівська мати»                                                   | королева Юн                           | jTBC      |
| 2013 | «Королева офісу»                                                           | Гим Біт На                            | KBS2      |
| 2014 | «Смак Карі» (спеціальна драма)                                             | Ю Мі                                  | KBS2      |
| 2014 | «Чосонський стрілець»                                                      | Чхве Хьо Вон                          | KBS2      |
| 2014 | «Цілитель»                                                                 | Кім Че Юн (камео, 20 серія)           | KBS2      |
| 2016 | «Інша міс О»                                                               | О Хє Йон                              | tvN       |
| 2016 | «Жінка з чемоданом»                                                        | Пак Хьо Джу                           | MBC       |
| 2016 | «Дівчина з локшинної» (спеціальна драма)                                   | Мін Джі                               | KBS2      |
| 2017 | «Спотворені»                                                               | О Юн Кьон                             | SBS       |
| 2018 | «Цифрова жінка Гю Сок Джа» (веб серіал)                                    | Гю Сок Джа                            |           |
| 2018 | «Краса всередині»                                                          | Хан Се Гьо (камео, 16 серія)          | JTBC      |
| 2019 | «Печінка або смерть»                                                       | Лі Чон Сан                            | KBS2      |
| 2019 | «Противага»                                                                | Хван Су Гьон                          | TV Chosun |
| 2020 | «О моя дитинка»                                                            | Кан Хьо Чжу (камео, 7 серія)          | tvN       |
| 2021 | «Сестри-революціонерки»                                                    | Лі Кван Сік                           | KBS2      |

### Фільми
| Рік  | Назва                   | Роль           |
| ---- | ----------------------- | -------------- |
| 2004 | «Мертвий друг»          | Ин Со          |
| 2005 | «Вологі мрії 2»         | Пак Су Йон     |
| 2016 | «З тобою чи без тебе»   | Ю Йон Ї        |
| 2016 | «Легенда про русалку»   | Йон Джу        |
| 2016 | «Щасливий ключ»         | Хє Бін (камео) |
| 2019 | «Підбадьорся містер Лі» | Ин Хї          |

## Дискографія
| Альбом                                                                                              | Треки |
| --------------------------------------------------------------------------------------------------- | --- |
| Love Somebody - реліз: 31 липня 2003 - формат: CD, Digital Download - лейбл: OGAM Entertainment     | 1. Love Somebody 2. 입술 3. Love Somebody (Instrumental) 4. 입술 (Instrumental)                                             |
| In My Fantasy - реліз: 23 вересня 2005 - формат: CD, Digital Download - лейбл: EMI Music Korea Ltd. | 1. Bin-Go 2. 2AM 3. Why 4. 반지 5. 달을 삼킨 밤 6. Mr. Crazy 7. Pinky 8. See Ya Later 9. Back Of Mind 10. Club 11. 2AM (MR) |

## Нагороди
| Рік  | Нагорода                     | Категорія                                                                            | Робота                | Результат | Прим.         |
| ---- | ---------------------------- | ------------------------------------------------------------------------------------ | --------------------- | --------- | ------------- |
| 2011 | 4-та Премія корейської драми | Спеціальна нагорода для кабельного тб                                                | «Якша»                | Перемога  | [ 10 ]        |
| 2012 | 1-ша Премія «Зірок МААТР»    | Нагорода Fashionista                                                                 | Н/Д                   | Перемога  | [ 11 ]        |
| 2012 | 6-та Премія розваг SBS       | Кращий артист естради                                                                | «Закон джунглів»      | Перемога  |               |
| 2014 | 28-ма Премія KBS драма       | Краща акторка друго плану                                                            | «Чосонський стрілець» | Номінація |               |
| 2017 | Премія SBS драма             | Нагорода за майстерність (акторка серіалу що транслювався щопонеділка та щовівторка) | «Спотворені»          | Номінація |               |
| 2018 | 12-та Премія розваг SBS      | Нагорода Best Challenger                                                             | «Закон джунглів»      | Перемога  | [ 12 ] [ 13 ] |